# Amphiodia minuta
Amphiodia minuta är en ormstjärneart som beskrevs av Hubert Lyman Clark 1939. Amphiodia minuta ingår i släktet Amphiodia och familjen trådormstjärnor. Inga underarter finns listade i Catalogue of Life.